# Drăgănești (Sîngerei)
Drăgănești es una localidad de Moldavia en el distrito (raión) de Sîngerei.

## Geografía
Se encuentra a una altitud de 138 m s. n. m. a 124 km de la capital nacional, Chisináu.

## Demografía
En el censo 2014 el total de población de la localidad fue de 2 940 habitantes.